# 7507 Israel
7507 Israel è un asteroide della fascia principale. Scoperto nel 1960, presenta un'orbita caratterizzata da un semiasse maggiore pari a 2,3344962 UA e da un'eccentricità di 0,2125224, inclinata di 4,29460° rispetto all'eclittica. Il suo nome ricorda Frank Pieter Israel, astronomo olandese.